# U-438
| U-438                      | U-438                                                          | U-438                                                          |
| -------------------------- | -------------------------------------------------------------- | -------------------------------------------------------------- |
|                            |                                                                |                                                                |
|                            |                                                                |                                                                |
|                            |                                                                |                                                                |
| Під прапором               | Третій рейх                                                    | Третій рейх                                                    |
| Спуск на воду              | 6 серпня 1941 року                                             | 6 серпня 1941 року                                             |
| Виведений зі складу флоту  | 6 травня 1943 року                                             | 6 травня 1943 року                                             |
| Сучасний статус            | затоплений                                                     | затоплений                                                     |
| Проєкт                     |                                                                |                                                                |
| Тип ПЧ                     | Торпедний ДПЧ                                                  | Торпедний ДПЧ                                                  |
| Основні характеристики     |                                                                |                                                                |
| Швидкість (надводна)       | 17,7 вузлів                                                    | 17,7 вузлів                                                    |
| Швидкість (підводна)       | 7,6 вузлів                                                     | 7,6 вузлів                                                     |
| Робоча глибина занурення   | 100 м                                                          | 100 м                                                          |
| Гранична глибина занурення | 220 м                                                          | 220 м                                                          |
| Екіпаж                     | 44 осіб                                                        | 44 осіб                                                        |
| Розміри                    |                                                                |                                                                |
| Довжина найбільша (по КВЛ) | 67,1 м                                                         | 67,1 м                                                         |
| Ширина корпусу найб.       | 6,2 м                                                          | 6,2 м                                                          |
| Висота                     | 9,6 м                                                          | 9,6 м                                                          |
| Середня осадка (по КВЛ)    | 4,70 м                                                         | 4,70 м                                                         |
| Водотоннажність надводна   | 769 т                                                          | 769 т                                                          |
| Озброєння                  |                                                                |                                                                |
| Артилерія                  | одна палубна гармата калібру 88-мм, одна 20-мм зенітна гармата | одна палубна гармата калібру 88-мм, одна 20-мм зенітна гармата |
| Торпедно- мінне озброєння  | 4 носових і один кормовий ТА. 14 торпед або 26 мін             | 4 носових і один кормовий ТА. 14 торпед або 26 мін             |

U-438 — німецький підводний човен типу VIIC, часів  Другої світової війни.
Замовлення на будівництво човна було віддане 16 жовтня 1939 року. Човен був закладений на верфі суднобудівної компанії «F.Schichau GmbH» у Данцигу 25 квітня 1940 року під заводським номером 1480, спущений на воду 6 серпня 1941 року, 22 листопада 1941 року увійшов до складу 8-ї флотилії. Також за час служби перебував у складі 9-ї флотилії
Човен зробив 4 бойові походи в яких потопив 3 та пошкодив 1 судно.
Потоплений 6 травня 1943 року в Північній Атлантиці північно-східніше Ньюфаундленда (52°00′ пн. ш. 45°10′ зх. д. / 52.000° пн. ш. 45.167° зх. д.) глибинними бомбами британського шлюпа «Пелікан». Всі 48 членів екіпажу загинули.

## Командири
- Капітан-лейтенант Рудольф Франціус (22 листопада 1941 — 29 березня 1943)
- Корветтен-капітан Генріх Гайнсон (30 березня — 6 травня 1943)

## Потоплені та пошкоджені кораблі[3]
| Назва      | Тип            | Належність      | Дата             | Тоннаж (БРТ) | Вантаж                                                                 | Статус     | Місце                                                       |
| Condylis   | вантажне судно | Греція          | 10 серпня 1942   | 4 439        | 6 924 т зерна та вантажівок                                            | потоплено  | 57°00′ пн. ш. 22°30′ зх. д. / 57.000° пн. ш. 22.500° зх. д. |
| Oregon     | вантажне судно | Велика Британія | 10 серпня 1942   | 6 008        | 8 107 т генеральних вантажів включно з продуктами харчування та сталлю | потоплено  | 57°05′ пн. ш. 22°41′ зх. д. / 57.083° пн. ш. 22.683° зх. д. |
| Trolla     | вантажне судно | Норвегія        | 25 серпня 1942   | 1 598        | Баласт                                                                 | потоплено  | 48°55′ пн. ш. 35°10′ зх. д. / 48.917° пн. ш. 35.167° зх. д. |
| Hartington | вантажне судно | Велика Британія | 2 листопада 1942 | 5 496        | 8 000 т пшениці та 6 танків на палубі                                  | пошкоджено | 52°30′ пн. ш. 45°30′ зх. д. / 52.500° пн. ш. 45.500° зх. д. |